# 2.ª etapa do Tour de France de 2022
A 2.ª etapa do Tour de France de 2022 teve lugar a 2 de julho de 2022 entre Roskilde e Nyborg em Dinamarca  sobre um percurso de 202,5 km. O vencedor foi os neerlandês Fabio Jakobsen do Quick-Step Alpha Vinyl e o belga Wout van Aert do Jumbo-Visma converteu-se no novo líder da prova graças às bonificaciones.

## Classificação da etapa
| Roskilde - Nyborg | etapa plana | (202,2 km) |

| \| Classificação por etapas \| Classificação por etapas \| Classificação por etapas \| Classificação por etapas \| Classificação por etapas \| \| Ciclista \| Ciclista \| Equipe \| Tempo \| \| \| ------------------------ \| ------------------------ \| ------------------------ \| ------------------------ \| ------------------------ \| \| 1. \| Fabio Jakobsen \| Quick-Step Alpha Vinyl \| 4h34m34s \| \| \| 2. \| Wout van Aert \| Jumbo-Visma \| + 0s \| \| \| 3. \| Mads Pedersen \| Trek-Segafredo \| + 0s \| \| \| 4. \| Danny van Poppel \| Bora-Hansgrohe \| + 0s \| \| \| 5. \| Jasper Philipsen \| Alpecin-Deceuninck \| + 0s \| \| \| 6. \| Peter Sagan \| TotalEnergies \| + 0s \| \| \| 7. \| Jérémy Lecroq \| B&B Hotels-KTM \| + 0s \| \| \| 8. \| Dylan Groenewegen \| BikeExchange-Jayco \| + 0s \| \| \| 9. \| Luca Mozzato \| B&B Hotels-KTM \| + 0s \| \| \| 10. \| Hugo Hofstetter \| Arkéa-Samsic \| + 0s \| \| |                   |                        |          |
| |                   |                        |          |
| Fonte: ProCyclingStats |                   |                        |          |
| Classificação por etapas |                   |                        |          |
| Ciclista | Ciclista          | Equipe                 | Tempo    |
| 1. | Fabio Jakobsen    | Quick-Step Alpha Vinyl | 4h34m34s |
| 2. | Wout van Aert     | Jumbo-Visma            | + 0s     |
| 3. | Mads Pedersen     | Trek-Segafredo         | + 0s     |
| 4. | Danny van Poppel  | Bora-Hansgrohe         | + 0s     |
| 5. | Jasper Philipsen  | Alpecin-Deceuninck     | + 0s     |
| 6. | Peter Sagan       | TotalEnergies          | + 0s     |
| 7. | Jérémy Lecroq     | B&B Hotels-KTM         | + 0s     |
| 8. | Dylan Groenewegen | BikeExchange-Jayco     | + 0s     |
| 9. | Luca Mozzato      | B&B Hotels-KTM         | + 0s     |
| 10. | Hugo Hofstetter   | Arkéa-Samsic           | + 0s     |

## Classificações ao final da etapa

### Classificação geral(Maillot Jaune)
| \| Classificação geral \| Classificação geral \| Classificação geral \| Classificação geral \| Classificação geral \| \| Ciclista \| Ciclista \| Equipe \| Tempo \| \| \| ------------------- \| -------------------- \| ---------------------- \| ------------------- \| ------------------- \| \| 1. \| Wout van Aert \| Jumbo-Visma \| 4h49m50s \| \| \| 2. \| Yves Lampaert \| Quick-Step Alpha Vinyl \| + 1s \| \| \| 3. \| Tadej Pogačar \| UAE Team Emirates \| + 8s \| \| \| 4. \| Filippo Ganna \| Ineos Grenadiers \| + 11s \| \| \| 5. \| Mads Pedersen \| Trek-Segafredo \| + 12s \| \| \| 6. \| Mathieu van der Poel \| Alpecin-Deceuninck \| + 14s \| \| \| 7. \| Jonas Vingegaard \| Jumbo-Visma \| + 16s \| \| \| 8. \| Primož Roglič \| Jumbo-Visma \| + 17s \| \| \| 9. \| Bauke Mollema \| Trek-Segafredo \| + 18s \| \| \| 10. \| Dylan Teuns \| Bahrain Victorious \| + 21s \| \| |                      |                        |          |
| |                      |                        |          |
| Fonte: ProCyclingStats |                      |                        |          |
| Classificação geral |                      |                        |          |
| Ciclista | Ciclista             | Equipe                 | Tempo    |
| 1. | Wout van Aert        | Jumbo-Visma            | 4h49m50s |
| 2. | Yves Lampaert        | Quick-Step Alpha Vinyl | + 1s     |
| 3. | Tadej Pogačar        | UAE Team Emirates      | + 8s     |
| 4. | Filippo Ganna        | Ineos Grenadiers       | + 11s    |
| 5. | Mads Pedersen        | Trek-Segafredo         | + 12s    |
| 6. | Mathieu van der Poel | Alpecin-Deceuninck     | + 14s    |
| 7. | Jonas Vingegaard     | Jumbo-Visma            | + 16s    |
| 8. | Primož Roglič        | Jumbo-Visma            | + 17s    |
| 9. | Bauke Mollema        | Trek-Segafredo         | + 18s    |
| 10. | Dylan Teuns          | Bahrain Victorious     | + 21s    |

### Classificação por pontos(Maillot Vert)
| Classificação por pontos | Classificação por pontos | Classificação por pontos           | Classificação por pontos | Classificação por pontos |
| Ciclista                 | Ciclista                 | Equipe                             | Pontos                   |                          |
| ------------------------ | ------------------------ | ---------------------------------- | ------------------------ | ------------------------ |
| 1.                       | Wout van Aert            | Jumbo-Visma                        | 60 pts                   |                          |
| 2.                       | Fabio Jakobsen           | Quick-Step Alpha Vinyl             | 59 pts                   |                          |
| 3.                       | Mads Pedersen            | Trek-Segafredo                     | 30 pts                   |                          |
| 4.                       | Peter Sagan              | TotalEnergies                      | 25 pts                   |                          |
| 5.                       | Yves Lampaert            | Quick-Step Alpha Vinyl             | 22 pts                   |                          |
| 6.                       | Magnus Cort              | EF Education-EasyPost              | 22 pts                   |                          |
| 7.                       | Sven Erik Bystrøm        | Intermarché-Wanty-Gobert Matériaux | 20 pts                   |                          |
| 8.                       | Jérémy Lecroq            | B&B Hotels-KTM                     | 20 pts                   |                          |
| 9.                       | Caleb Ewan               | Lotto-Soudal                       | 19 pts                   |                          |
| 10.                      | Danny van Poppel         | Bora-Hansgrohe                     | 18 pts                   |                          |

### Classificação da montanha(Maillot à Pois Rouges)
| Classificação da montanha | Classificação da montanha | Classificação da montanha | Classificação da montanha | Classificação da montanha |
| Ciclista                  | Ciclista                  | Equipe                    | Pontos                    |                           |
| ------------------------- | ------------------------- | ------------------------- | ------------------------- | ------------------------- |
| 1.                        | Magnus Cort               | EF Education-EasyPost     | 3 pts                     |                           |

### Classificação do melhor jovem(Maillot Blanc)
| Classificação dos jovens | Classificação dos jovens | Classificação dos jovens | Classificação dos jovens | Classificação dos jovens |
| Ciclista                 | Ciclista                 | Equipe                   | Tempo                    |                          |
| ------------------------ | ------------------------ | ------------------------ | ------------------------ | ------------------------ |
| 1.                       | Tadej Pogačar            | UAE Team Emirates        | 4h49m58s                 |                          |
| 2.                       | Thomas Pidcock           | Ineos Grenadiers         | + 17s                    |                          |
| 3.                       | Florian Vermeersch       | Lotto-Soudal             | + 26s                    |                          |
| 4.                       | Brandon McNulty          | UAE Team Emirates        | + 36s                    |                          |
| 5.                       | Nils Eekhoff             | Team DSM                 | + 40s                    |                          |
| 6.                       | Matteo Jorgenson         | Movistar Team            | + 41s                    |                          |
| 7.                       | Fred Wright              | Bahrain Victorious       | + 42s                    |                          |
| 8.                       | Andrea Bagioli           | Quick-Step Alpha Vinyl   | + 45s                    |                          |
| 9.                       | Quinn Simmons            | Trek-Segafredo           | + 47s                    |                          |
| 10.                      | Jonas Rutsch             | EF Education-EasyPost    | + 48s                    |                          |

### Classificação por equipas(Classement par Équipe)
| Classificação por equipes | Classificação por equipes | Classificação por equipes | Classificação por equipes |
| Equipe                    | Equipe                    | Tempo                     |                           |
| ------------------------- | ------------------------- | ------------------------- | ------------------------- |
| 1.                        | Jumbo-Visma               | 14h30m09s                 |                           |
| 2.                        | Ineos Grenadiers          | + 21s                     |                           |
| 3.                        | Trek-Segafredo            | + 37s                     |                           |
| 4.                        | Quick-Step Alpha Vinyl    | + 42s                     |                           |
| 5.                        | Bahrain Victorious        | + 52s                     |                           |
| 6.                        | Bora-Hansgrohe            | + 57s                     |                           |
| 7.                        | UAE Team Emirates         | + 1m20s                   |                           |
| 8.                        | EF Education-EasyPost     | + 1m22s                   |                           |
| 9.                        | Cofidis                   | + 1m24s                   |                           |
| 10.                       | BikeExchange-Jayco        | + 1m35s                   |                           |

## Abandonos
Nenhum.